# Bombardeio de Zagreb na Segunda Guerra Mundial
O Bombardeio de Zagreb na Segunda Guerra Mundial foi realizado pelos Aliados de 1944 a 1945. De acordo com um censo de vítimas da guerra de 1950, um total de 327 pessoas foram mortas em bombardeios. 
Durante o bombardeio, as áreas de Črnomerec, Borongaj e Pleso foram as mais atingidas. Borongaj foi apontado como local de um campo de aviação militar.
Em 22 de fevereiro de 1944, um mosteiro dominicano foi atingido por um bombardeio, resultando na morte de oito estudantes de teologia.  Em resposta a estas mortes, o arcebispo de Zagreb Aloysius Stepinac enviou uma carta ao embaixador britânico junto à Santa Sé.
Em 30 de maio de 1944, 100 bombas foram lançadas sobre Borongaj, cada uma pesando 250kg.
Em 2007 e 2008, munições não detonadas foram encontradas em Maksimir durante a construção. Em 2008, uma bomba foi encontrada na cidade vizinha de Sveta Nedelja.

## Linha do tempo
- 22 de fevereiro de 1944 – Décima Quinta Força Aérea atacada.[10]
- 6 de abril de 1944 – Décima Quinta Força Aérea atacada, seis aeronaves dos EUA abatidas.[10]
- 24 de maio de 1944 – Décima Quinta Força Aérea atacada.[10]
- 30 de maio de 1944 – Décima Quinta Força Aérea atacada.[10]
- 30 de junho de 1944 – Décima Quinta Força Aérea atacada.[10]
- 7 de julho de 1944 – Décima Quinta Força Aérea atacada.[10]
- 5 de janeiro de 1945 – Décima Quinta Força Aérea atacada.[10]
- 19 de janeiro de 1945 – Décima Quinta Força Aérea atacada.[10]
- 13 de fevereiro de 1945 – Décima Quinta Força Aérea atacada.[10]
- 4 de março de 1945 – Décima Quinta Força Aérea atacada.[10]
- 12 de março de 1945 – Ataque da Décima Segunda e Décima Quinta Força Aérea.[10]
- 14 de março de 1945 – Décima Quinta Força Aérea atacada.[10]